# Блуберрі
«Блуберрі» (англ. Blueberry) — французький пригодницький вестерн 2004 року.

## Сюжет
Дикий Захід, друга половина XIX століття. Багато років тому Мадлен, дівчина Майка Блуберрі, була вбита, а сам він вижив лише завдяки допомозі індіанців. Тепер Майк став охоронцем порядку, і доля знову зводить його з вбивцею Мадлен, якого, звуть Воллас Блонт. У місцевих горах зазвичай шукають індіанське золото, проте у Блонт більш високі цілі. Він повернувся, щоб відшукати Шлях Воїна, але Блуберрі має намір зупинити його і помститися.

## У ролях
| Актор            | Роль                   |
| ---------------- | ---------------------- |
| Венсан Кассель   | Майк Блуберрі          |
| Джульєтт Льюїс   | Марія Салліван         |
| Майкл Медсен     | Воллес Себастьян Блонт |
| Темуера Моррісон | Руні                   |
| Ернест Боргнайн  | Роллінг Стар           |
| Джимон Гонсу     | Вудгед                 |
| Г'ю О'Конор      | молодий Майк Блуберри  |
| Джефрі Льюїс     | Грег Салліван          |
| Ніколь Гілц      | Лола                   |
| Катері Волкер    | Катері                 |
| Ваїна Джоканте   | Мадлен                 |